# Perilitus alpinus
Perilitus alpinus är en stekelart som först beskrevs av Shaw 1993.  Perilitus alpinus ingår i släktet Perilitus och familjen bracksteklar. Inga underarter finns listade i Catalogue of Life.